# Черноморски сафрид
Черноморският сафрид (Trachurus mediterraneus) е вид риба от семейство Сафридови (Carangidae).

## Разпространение
Видът е разпространен по източното крайбрежие на Атлантическия океан (от Бискайския залив до Мавритания), Средиземно и Черно море.

## Описание
Достига максимална дължина 55 cm, обикновено 10 – 20 cm. Максималното му тегло е 1,3 kg. Тялото е издължено, слабо сплеснато странично. Главата е голяма, долната челюст е по-дълга от горната. Мастният клепач е добре развит. Люспите по извитата странична линия са с костни щитчета. Има черно петно на горния край на хрилното капаче. Горната страна на тялото и главата са почти черни до сиво или синкаво-зелено, а долните две трети от тялото и главата са обикновено по-светли. Обикновено живее 10 – 12 години.
Видът е сериозно застрашен от свръхулов през 1980-те години, но след това уловът е овладян и популациите на сафрида се стабилизират. В България минималният разрешен размер за риболов е 12 cm. Рибата е от голямо стопанско значение – уловът на черноморски сафрид представлява 54% от общия улов на риба в Черно море.